# Sounds of Love
Sounds of Love ist ein Jazzalbum von John Hébert. Die im Club Jazz in Bess in Lugano am 27. März 2013 entstandenen Aufnahmen erschienen am 14. Januar 2022 auf Sunnyside Records.

## Hintergrund
John Hébert arbeitete zuvor regelmäßig mit dem Pianisten Fred Hersch zusammen, mit dem er drei Alben aufgenommen hatte, Whirl, Alive at the Vanguard und Floating (Palmetto). John Hébert nahm das Album Sounds of Love mit einem All-Star-Ensemble auf, das er 2011 zum ersten Mal zusammengestellt hatte, neben Fred Hersch mit dem Kornettisten Taylor Ho Bynum, dem Altsaxophonisten Tim Berne und dem Schlagzeuger Ches Smith. Mit einem Repertoire, das lose als Hommage an Charles Mingus gestaltet war, tourte die Gruppe 2013 durch Europa; das Album wurde im März bei einem Konzert der Gruppe im Club Jazz in Bess in Lugano aufgenommen.
Hébert hatte sich seit längerem mit der Musik von Charles Mingus beschäftigt und für sein Album Sounds of Love auf Mingus’ Atlantic-Album Changes One von 1974 Bezug genommen. Héberts „Love What“ wurde von Mingus’ „What Love?“ abgeleitet, das von Charles Mingus Presents Charles Mingus (1960) stammt; das abschließende „Frivolocity“ basiert auf „Sue’s Changes“.

## Titelliste
- John Hébert: Sounds of Love (Sunnyside)

1. Constrictor 10:03
2. The Blank-Faced Man 8:32
3. Duke Ellington’s Sound of Love (Mingus) 12:03
4. Love What? 6:55
5. Remember Rockefeller at Attica (Mingus) 9:17
6. Frivolocity 4:31

Wenn nicht anders vermerkt, stammen die Kompositionen von John Hébert.

## Rezeption

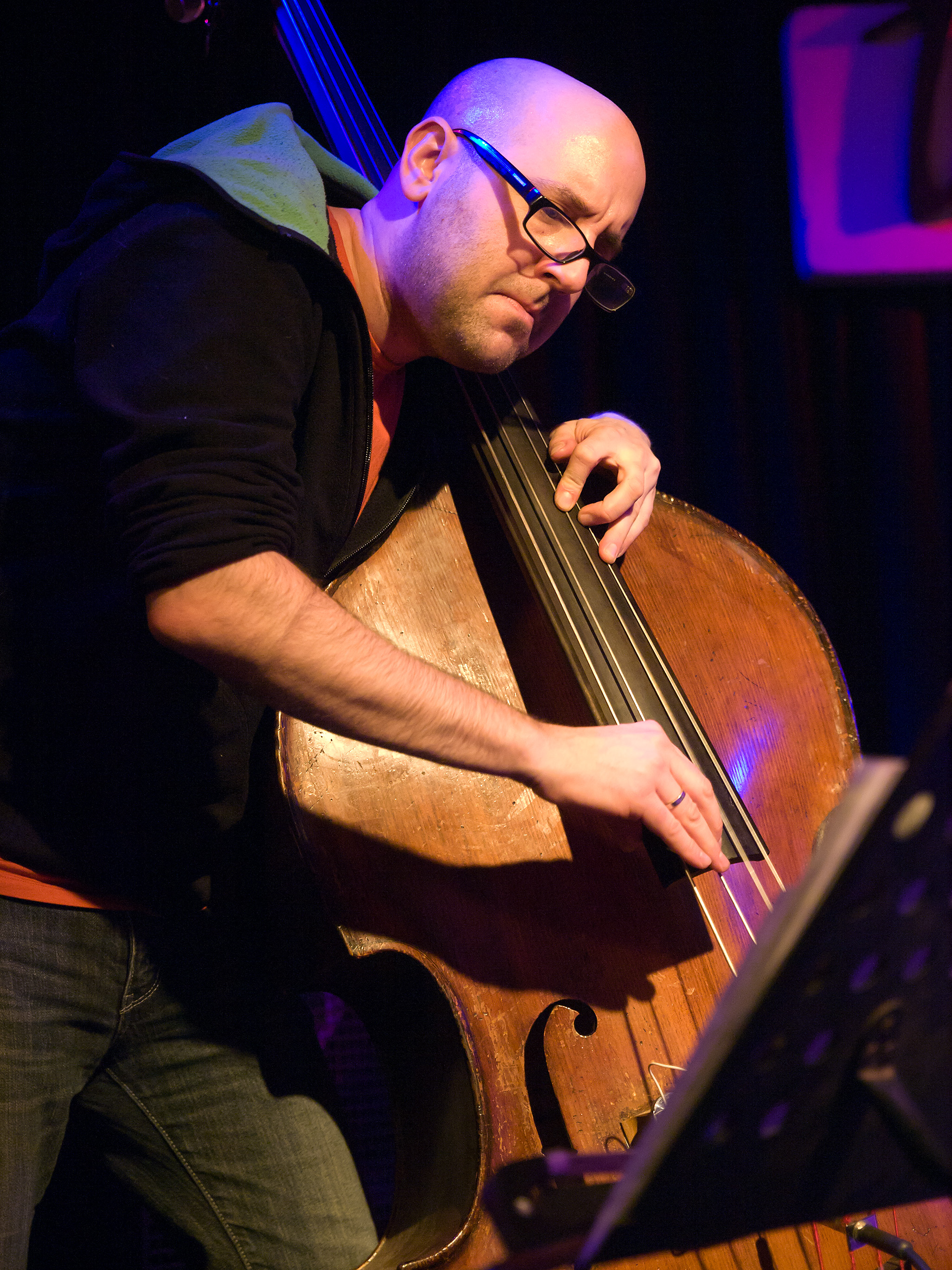
John Hébert bei einem Auftritt im Münchner Jazzclub Unterfahrt 2011

Nate Chinen schrieb in Take Five bei WBGO, dies sei kein regelrechtes Mingus-Repertoireprojekt [wie etwa die Mingus Big Band], sondern „eine Geste im Geiste“. Man soll sich diese Version von „Remember Rockefeller at Attica“ anhören, die mit reiner struktureller Abstraktion beginnt (eine Spezialität von Bynum), durch einige freie rhythmische Erkundungen fortfährt (via Smith) und [erst] bei 3:20 in ihr helles, swingendes Tempo einrastet. Das Gefühl der Befreiung in dieser Verschiebung übertrage sich auf die Soli von Berne, Bynum und Hersch, die es zu Ende bringen.
Nach Ansicht von Ken Micallef (Stereophile) hat Héberts geschmeidiger Sound, sein gewaltiger Klang und seine flexiblen Fähigkeiten Dutzende von Alben geschmückt. Das Programm Héberts sei eine Mischung aus Mingus-Kompositionen von Changes One und den Kompositionen des Bandleaders, schrieb Jim Hynes in Making a Scene, die aufgrund seiner Inspirationsquelle große Ähnlichkeit miteinander aufwiesen. Sowohl die Kompositionen als auch seine Arrangements der Mingus-Stücke seien locker, auf viel Improvisation ausgelegt, der sich diese Spieler begeistert hingeben würden.
George Grella schrieb in Bandcamp Daily, Hébert sei es gelungen, für seine Mingus-Kommage so etwas wie eine All-Star-Band des 21. Jahrhunderts zusammengestellt zu haben. Doch dies sei ist keine Mingus-Replikation, vielmehr eine Antwort, bei der der Bandleader sein eigenes Material aus Mingus’ Kompositionen und Bearbeitungen herstellte; „Love what?“ folgt aus „What Love?“ und „Frivolocity“ baue auf „Sue’s Changes“ auf. Live aufgenommen, gebe es natürlich auch originalgetreuere Interpretationen von Mingus-Melodien, darunter „Duke Ellington’s Sound of Love“. Dies sei eine schöne Hommage, durch und durch.
Nach Ansicht von Mark Corroto, der das Album in All About Jazz rezensierte, entstehe die Magie von Sounds of Love aus dem von Hébert geschaffenen Amalgam. Er schöpfe aus seiner langjährigen Zusammenarbeit mit dem Pianisten Fred Hersch sowie dem Schlagzeuger Ches Smith und dem Kornettisten Taylor Ho Bynum, mit denen er in den verschiedenen Ensembles der Gitarristin Mary Halvorson spielte. Der letzte Schliff hätte aus der Hinzufügung von Tim Berne bestanden, der seine Saxophonstimme am angenehmsten an die Vision von John Hébert und Mingus anpasse. Héberts s und die Auswahl der Spieler vermeiden Nachahmungen, ehren jedoch Mingus’ Geist. „Love What“ würdige Mingus‘ „What Love“, das seinerseits auf Cole Porters „What Is This Thing Called Love?“ basierte. Wie Toffee werde die Musik durch Bernes wahnsinniges Solo und Herschs Tastenschlag zusammengezogen und gefaltet, wodurch ein verwandeltes Amalgam entstehe. Dasselbe gelte für „Frivolity“, das „Sue’s Changes“ nachempfunden sei. Das Einfache werd komplex und das Komplexe einfach, so Corrotos Resümee.